# Romigny
Romigny ist eine französische Gemeinde mit 210 Einwohnern (Stand: 1. Januar 2022) im Département Marne in der Region Grand Est (vor 2016: Champagne-Ardenne). Sie gehört zum Arrondissement Reims und zum Kanton Dormans-Paysages de Champagne.

## Geographie
Romigny liegt etwa 21 Kilometer westsüdwestlich von Reims. Im nördlichen Gemeindegebiet entspringt das Flüsschen Semoigne und entwässert zur Marne. Umgeben wird Romigny von den Nachbargemeinden Lhéry im Norden und Nordosten, Ville-en-Tardenois im Osten, Jonquery im Südosten, Olizy im Süden und Südwesten, Villers-Agron-Aiguizy im Westen und Südwesten sowie Aougny im Nordwesten.

## Bevölkerungsentwicklung
| Jahr                       | 1962 | 1968 | 1975 | 1982 | 1990 | 1999 | 2006 | 2018 |
| Einwohner                  | 182  | 192  | 178  | 178  | 185  | 215  | 205  | 215  |
| Quellen: Cassini und INSEE |      |      |      |      |      |      |      |      |

## Sehenswürdigkeiten
- Kirche Saint-Médard aus dem 12. Jahrhundert, Monument historique seit 1919